# Say Something (песня Кайли Миноуг)
«Say Something» (с англ. — «Скажи что-нибудь») — песня австралийской певицы Кайли Миноуг, выпущенная 23 июля 2020 года лейблами Darenote и BMG. Композиция стала первым синглом с вышедшего в ноябре 2020 года пятнадцатого студийного альбома исполнительницы Disco.

## Музыка
«Say Something» сочетает стили диско, танцевальная музыка,, электропоп, поп и ню-диско.

## История
Миноуг анонсировала выход нового альбома и сингла 21 и 22 июля.
Премьера песни состоялась 23 июля в 08:30 в программе BST на радио BBC Radio 2, во время шоу The Zoe Ball Breakfast Show. Официальное аудио было загружено на канал YouTube в тот же день, а его лирик-видео появилось 24 июля.

## Коммерческий успех
«Say Something» дебютировал на 82-м месте в британском хит-параде UK Singles Chart. Он также дебютировал на 12-м месте в UK Singles Sales и на 13-м месте в UK Trending Chart.

## Чарты
| Чарт (2020)                                          | Высшая позиция |
| ---------------------------------------------------- | -------------- |
| Австралия (Radiomonitor)                             | 18             |
| Австралия (Digital Song Sales, Billboard)            | 5              |
| Бельгия/Фландрия (Ultratip Bubbling Under)           | 40             |
| Европа (Digital Song Sales, Billboard)               | 17             |
| Венгрия (Single Top 40)                              | 38             |
| Новая Зеландия (RMNZ)                                | 40             |
| Шотландия (OCC Scotland)                             | 11             |
| Великобритания (OCC UK Singles)                      | 82             |
| Великобритания (OCC UK Indie)                        | 8              |
| США (Billboard Hot Dance/Electronic Songs)           | 19             |
| США (Dance/Electronic Digital Song Sales, Billboard) | 3              |